# Суперкубок Данії з футболу 2000
Суперкубок Данії з футболу 2000 — 6-й розіграш турніру. Матч відбувся 18 липня 2000 року між чемпіоном Данії «Герфельге» та володарем кубка Данії «Віборгом».
| Володар Суперкубка Данії 2000 |
| ----------------------------- |
|                               |
| «Віборг» Перший титул         |

## Матч

### Деталі
| 18 липня 2000 |

| Віборг        | 1:1 пен. 7:6 | Герфельге |
| ------------- | ------------ | --------- |
| Фернандес 69' |              | Шрам 83'  |

| Герфельге, Герфельге Глядачів: 1 052 |